# 云南省农业科学院茶叶研究所
云南省农业科学院茶叶研究所，隶属于云南省农业科学院，位于云南省西双版纳傣族自治州勐海，是云南省级茶叶专业研究机构。

## 沿革
云南省农业科学院茶叶研究所始建于1938年4月，占地面积1350亩，是云南省唯一从事茶叶综合研究的公益性、基础性省级科研单位。其前身是1951年8月成立的云南农业厅佛海茶叶试验场。1963年改名为云南省海茶叶试验站。1979年，改名为云南省农业科学院茶叶研究所，旗下有试验茶园17公顷。研究所分设茶树品种、资源、栽培、制茶、机械、农化、植保、情报等研究室，并附设加工车间和茶饮料车间。1980年之后，它与云南省茶叶学会合编《云南茶叶》（1998年移交云南省茶业协会办理）。1987年，研究院选育的云抗10号、云抗14号茶树品种经全国茶树良种审定委员会认定为国家级茶树推广良种。
云南省农业科学院茶叶研究所建所以来，围绕大叶种茶树种质资源、新品种选育、栽培植保、茶叶加工、生理生化、茶经济、茶文化等方面开展科技创新和示范推广工作，为云南省茶产业的发展做出了重要贡献。截止2017年6月，已先后完成了300多个科研项目，共获国家级、省部级等各类科技成果奖60余项；发表科技论文600余篇，SCI收录10篇；出版专著30余部；获国家专利10余项；建成了全中国面积最大、保存茶树资源最多的国家大叶茶种质资圃，保存珍稀茶树资源2400余份；选育出“云抗10号”、“云抗14号”等35个国家级、省级茶树良种，并在茶区大面积推广；获茶树植物新品种保护权6个；研制开发“沁香”、“佛香茶”、“滇红金针”、“紫娟”等50多个国家级、省部级名优普洱茶、绿茶、红茶新产品。